# Gorický region
Gorický region (slovinsky Goriška regija) je jedním ze statistických regionů Slovinska. Byl zřízen v květnu 2005. Rozkládá se na západě Slovinska. V regionu je celkem 13 občin. Hlavním a také největším městem regionu je Nova Gorica. Rozloha regionu je 2325 km² a v lednu 2014 zde žilo 118 374 lidí.
| P. č. | Znak | Občina                | Rozloha v km² | Počet obyvatel |
| ----- | ---- | --------------------- | ------------- | -------------- |
| 1     |      | Ajdovščina            | 245,2         | 18 848         |
| 2     |      | Bovec                 | 367,3         | 3147           |
| 3     |      | Brda                  | 72,0          | 5707           |
| 4     |      | Cerkno                | 131,5         | 4730           |
| 5     |      | Idrija                | 293,6         | 11 943         |
| 6     |      | Kanal ob Soči         | 146,5         | 5557           |
| 7     |      | Kobarid               | 192,6         | 4162           |
| 8     |      | Miren-Kostanjevica    | 62,8          | 4828           |
| 9     |      | Nova Gorica           | 279,5         | 31 773         |
| 10    |      | Renče-Vogrsko         | 29,5          | 4324           |
| 11    |      | Šempeter-Vrtojba      | 14,9          | 6302           |
| 12    |      | Tolmin                | 382,3         | 11 461         |
| 13    |      | Vipava                | 107,4         | 5592           |
|       |      | Gorický region celkem | 2325          | 118 374        |